# Saint-Jacques-de-Thouars
Saint-Jacques-de-Thouars – miejscowość i gmina we Francji, w regionie Nowa Akwitania, w departamencie Deux-Sèvres.
Według danych na rok 1990 gminę zamieszkiwało 426 osób, a gęstość zaludnienia wynosiła 77 osób/km² (wśród 1467 gmin regionu Poitou-Charentes Saint-Jacques-de-Thouars plasuje się na 608. miejscu pod względem liczby ludności, natomiast pod względem powierzchni na miejscu 1049.).